# Interceptor Software
Interceptor Software, anche nota come Interceptor Micros (scritto anche Micro's) e successivamente Interceptor Group, è stata un'editrice di videogiochi britannica, che pubblicò numerosi titoli per computer a 8 bit e 16 bit tra il 1983 e il 1992. Venne fondata nel 1983 a Tadley dal giovane Richard Jones, appena uscito da una breve collaborazione con Jeff Minter con il quale aveva cofondato la Llamasoft.
L'azienda controllò anche le etichette secondarie Players Software, Players Premier, Pandora, Smash 16, Fun Factory Promotions. Il gruppo aveva inoltre altre attività come la produzione di cassette e la stampa.
Tra i titoli più notevoli (secondo Retro Gamer 115, p. 46) si ricordano Siren City, Heroes of Karn, Joe Blade, Into the Eagle's Nest, Début, Xenomorph.

## Videogiochi Interceptor
Segue un elenco approssimativo dei titoli pubblicati con l'etichetta Interceptor vera e propria, per computer a 8 bit.
- After Shock (1986)
- Aquanaut (1984)
- Bandana City (1984)
- Big Ben (1984)
- Bigtop Barney (1985)
- Break Fever (1984)
- BurgerTime (1984)
- Caverns of Sillahc (1984)
- China Miner (1984)
- Crazy Kong (1983) - clone di Donkey Kong
- Crystals Of Carus (1985)
- Cuddly Cuburt (1983) - clone di Q*bert
- Defender 64 (1983) - clone di Defender
- Empire of Karn (1985)
- Fighter Pilot (1983)
- Fiona Rides Out (1985)
- Forest at World's End (1984)
- Frogger 64 (1983) - clone di Frogger
- Front Line (1984)
- Get Off My Garden!! (1984)
- Guzzler (1984)
- Halaga (1985)
- Heroes of Karn (1983)
- Intruders (1983) - clone di Space Invaders
- Jewels of Babylon (1984)
- Jupiter Defender (1983)
- Melonmania (1986)
- Message from Andromeda (1984)
- Missile Command (1983) - conversione non ufficiale
- Panic 64 (1983) - clone di Space Panic
- The Pit (1983)
- Plummet (1984)
- Quango (1984)
- Scramble 64 (1983) - clone di Scramble
- Siren City (1983)
- Spriteman 64 (1984) - clone di Pac-Man
- Star Trek (1983) - clone di Star Trek
- Tales of the Arabian Nights (1984)
- Token Of Ghall (1983)
- Trollie Wallie (1984)
- Vortex Raider (1983)
- Wallie Goes to Rhymeland (1984)
- Warlord (1985)
- Wheelin' Wallie (1984)
- Wheres My Bones? (1984)
- Wild Ride (1985)
- Word Hanger (1982)
- Wunda Walter! (1984)

## Players
Players o Players Software era un'etichetta di titoli a basso costo (£1,99 in patria) fondata nel 1986. Pubblicò sia titoli originali, sia riedizioni di giochi anche di altre compagnie, principalmente per computer a 8 bit. Elenco approssimativo:
- Anfractuos (1987)
- Atron 5000 (1988)
- Auriga (1986)
- Auto Zone (1987)
- Bigtop Barney (1986)
- Brat Attack (1988)
- Bubble Trouble (1987)
- Cagara (1986)
- Cavey (1986)
- Cerberus (1986)
- Claws of Despair (1986)
- Cleanup Service (1987)
- Crazy Coaster (1987)
- Death Bringer (1991)
- Desert Hawk (1986)
- Deviants (1987)
- Dizzy Dice (1986)
- Electrix (1986)
- Eliminator (1990)
- European Soccer Challenge (1989)
- Excelsor (1986)
- Extensor (1988)
- Firehawk (1987)
- Fruity (1986)
- Fungus (1986)
- Guzzler (1986)
- Hawk Storm (1990)
- Hollywood Poker (1988)
- It's Clean-Up Time (1986)
- Joe Blade (1986)
- Joe Blade II (1988)
- Journey to the Centre of Eddie Smith's Head (1986)
- Killapede (1986)
- L.A. Drugs Bust (1990)
- Macadam Bumper (1990)
- Matt Lucas (1987)
- Metal Army (1988)
- Nuclear Heist (1986)
- Operation Hanoi (1990)
- Outlands (1991)
- Powerplay: The Game of the Gods (1988)
- Prison Riot (1990)
- Prohibition (1990)
- Radius (1987)
- Rana Rama (1990)
- Reflex (1987)
- Ronald Rubberduck (1986)
- SeaKing (1986)
- The Serf's Tale (1986)
- Shanghai Karate (1988)
- Shanghai Warriors (1989)
- Shark (1989)
- Shrewsbury Key (1986)
- Spartacus: The Swordslayer (1988)
- Spooked (1989)
- Strato Sphere (1987)
- Street Gang (1988)
- Swamp Fever (1987)
- Sword Slayer (1988)
- Tanium (1988)
- THING! (1988)
- Toad Force (1986)
- Tomcat (1989)
- Trollie Wallie (1986)
- Turbo Kart Racer (1990)
- Varmit (1986)
- Velocipede (1986)
- Velocipede II (1986)
- Vestron (1986)
- Xanthius (1987)
- The Zacaron Mystery (1986)

## Players Premier
Players Premier, fondata poco dopo Players, pubblicava titoli economici a prezzo leggermente più alto (£2,99 in patria) per computer a 8 bit. Elenco approssimativo:
- Assault Course: Combat Academy (1990)
- Cobra Force (1989)
- Deadly Evil (1990)
- Elven Warrior (1989)
- Havoc (1990)
- Lee Enfield: Tournament of Death (1990)
- Lee Enfield: Space Ace (1990)
- Lost Caves (1989)
- Moving Target (1989)
- Operation Hanoi (1990)
- Outlaw (1990)
- The Race (1990)
- Roadburner (1989)
- Steel Eagle (1990)
- Street Cred Boxing (1989)
- Street Cred Football (1989)
- Subway Vigilante (1989)
- Super League (1989)
- Taskforce (1989)
- Wanted (1990)
- War Machine (1989)
- World Cup Challenge (1990)

## Pandora
Pandora, fondata nel 1987, pubblicò alcuni titoli a prezzo pieno per 8 bit e 16 bit. Elenco probabilmente completo:
- Amegas (1987)
- Death Bringer (1989)
- Début (1990)
- Galdregon's Domain (1989)
- In 80 Days Around the World (1988)
- Into the Eagle's Nest (1987)
- Outlands (1989)
- Xenomorph (1990)

## Smash 16
Smash 16, fondata nel 1989, pubblicò principalmente riedizioni a basso costo, soltanto per computer a 16 bit.
- Action Service
- Amegas
- Captain Blood
- Championship Waterski Challenge
- Crash Garrett
- Custodian
- Dizzy Dice
- Extensor
- European Soccer Challenge
- Gladiators
- Hollywood Poker
- Into the Eagle's Nest
- Iron Trackers
- Joe Blade
- Joe Blade 2
- Macadam Bumper
- Operation Neptune
- Outlaw
- Prohibition
- Rana Rama
- Skrull
- Spidertronic
- Super Ski
- TNT
- Turbo Cup Challenge
- Twin Turbos
- Warlock's Quest
- War Machine

## Fun Factory
Fun Factory pubblicò una manciata di titoli per Amiga e Atari ST nel 1991-1992.